# Павел Майка

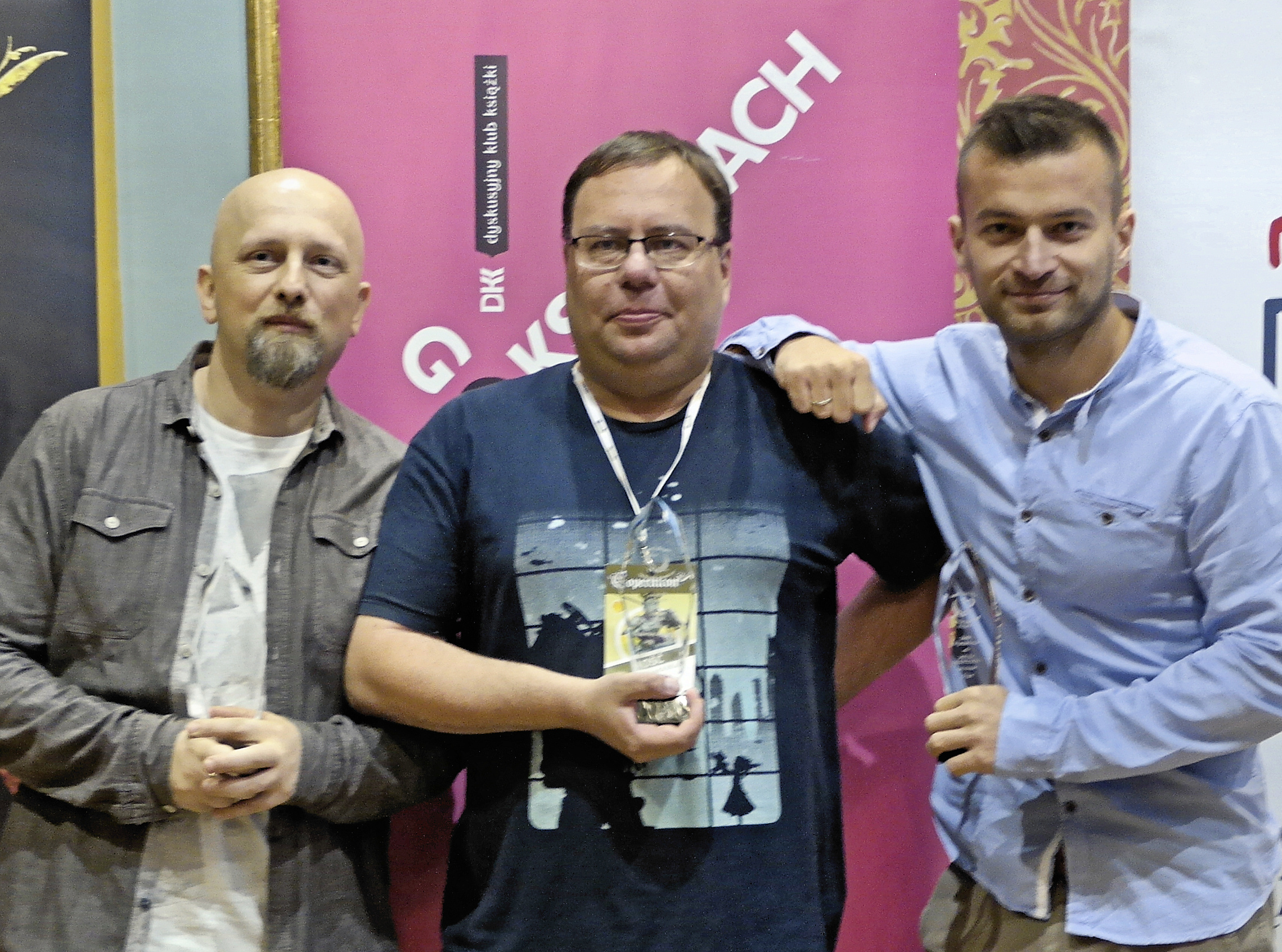
Лауреати премії імені Жулавського за 2016 рік. Зліва направо: Роберт Веґнер, Павел Майка і Якуб Малецький

Павел Майка (пол. Paweł Majka, 2 червня 1972) — польський письменник-фантаст та публіцист. Дворазовий лауреат Літературної премії імені Єжи Жулавського. В інтернет-виданнях він іноді використовує псевдонім «Аґрафек» (пол. Agrafek), «Павел Червець» (пол. Paweł Czerwiec) або «Босман пляма» (пол. bosman plama).

## Біографія
Павел Майка народився у Кракові в 1972 році. З дитинства він любив читати пригодницьку і фантастичну літературу. Перше оповідання Майки під назвою «Термометр відчуттів» (пол. Termometr uczuć) опубліковано в 1987 році, коли автору виповнилось лише 15 років, в журналі «Świat Młodych». Це оповідання зайняло третє місце на конкурсі оповідань «Золота шпора» (пол. Złota Ostroga), організованому журналом, який опублікував це оповідання. Після школи Павел Майка здобував фах етнолога. Після завершення навчання він працював журналістом у краківських періодичних виданнях та радіостанціях, а також на одному із польських телевізійних каналів. Наступне оповідання письменник опублікував у 2006 році в антології «Tempus Fugit». Після цього постійно публікував свої оповідання в журналах «Nowa Fantastyka», «Science Fiction, Fantasy i Horror», «Fantasy & Science Fiction» (польське видання), «Czas Fantastyki», а також у низці антологій польської фантастики. Павел Майка також публікував свої твори в інтернет-виданнях «Fahrenheit», «Esensja i Creatio Fantastica». Він також є постійним співробітником інтернет-порталу gikz.pl.
У 2014 році Павел Майка опублікував свій перший роман «Мир світів» (пол. Pokój światów) у видавництві «Genius Creations», який є своєрідною альтернативною історією, в якому розповідається про вторгнення марсіан на Землю на початку ХХ століття, та про те, які зміни в історії Землі воно спричинило. Іншим відомим романом Майки є «Небесні пасовища» (пол. Niebiańskie pastwiska), який написаний у стилі космічної опери. Письменник також першим із польських авторів написав роман, який є частиною світу «Метро 2033» Дмитра Глуховського, під назвою «Дільниця обітована» (пол. Dzielnica obiecana), при чому дія цього роману відбувається в краківському районі Нова Гута.
Павел Майка за оповідання «Греволюція» (пол. Grewolucja), яке вперше опубліковане в журналі «Nowa Fantastyka» в 2013 році номінований на Меморіальну премію імені Януша Зайделя за 2013 рік. у 2015 році його роман «Мир світів» також номінувався на премію імені Зайделя.' Павел Майка є дворазовим лауреатом премії імені Єжи Жулавського: 19 вересня 2015 року він отримав премію за роман «Мир світів», а 17 вересня 2016 року він отримав премію за роман «Небесні пасовища».

### Романи
- Мир світів (пол. Pokój światów, 2014)
- Дільниця обітована (пол. Dzielnica obiecana, 2014)
- Небесні пасовища (пол. Niebiańskie pastwiska, 2015)
- Війни у просторі (пол. Wojny przestrzeni, 2017)
- Берсерк (пол. Berserk, 2017)

### Оповідання
- Термометр відчуттів (пол. Termometr uczuć, 1987)
- Післясвіт (пол. Poświat, 2006)
- Око циклону (пол. Oko Cyklonu 2008)
- Сум мечів (пол. Tęsknota mieczy, 2008)
- Псевдаки (пол. Pseudaki, 2011)
- Холодно стає перед світанком (пол. Zimno się robi przed świtem, 2006)
- Справжня оповідь про справжніх варварів (пол. Prawdziwa opowieść o prawdziwych barbarzyńcach, 2006)
- Справжня оповідь про справжніх лицарів (пол. Prawdziwa historia o prawdziwych rycerzach, 2006)
- Справжня оповідь про справжнього Гарнася (пол. Prawdziwa opowieść o prawdziwym Harnasiu, 2007)
- Справжня оповідь про справжніх чаклунів (пол. Prawdziwa opowieść o prawdziwych czarnoksiężnikach, 2007)
- Потреба у диві (пол. Potrzeba cudu, 2007)
- Дороги в тіні (пол. Tropy w cieniach, 2007)
- Гарно! (пол. Pięknie!, 2008)
- Сестри, сестри! (пол. Siostry, siostry!, 2008)
- Важливий елемент (пол. Istotny element, 2008)
- Ніч для сліпих володарів (пол. Noc dla ślepych władców, 2011)
- Старі аксіоми (пол. Stare pewniki, 2012)
- Греволюція (пол. Grewolucja 2013)
- Остання робота Перфоклеса Дюрронта (пол. Ostatnia praca Perfoklesa Durronta, 2015)
- Як це робиться в Заскшипі (пол. Jak to się robi w Zaskrzypiu, 2015)
- Вітер з гір (пол. Halny, 2016)
- Загублені хлопці (пол. Zagubieni chłopcy, 2016)
- Людина обітована (пол. Człowiek obiecany, 2016)
- Нетерпіння (пол. Niecierpliwość, 2018)